# Jerry Bruner

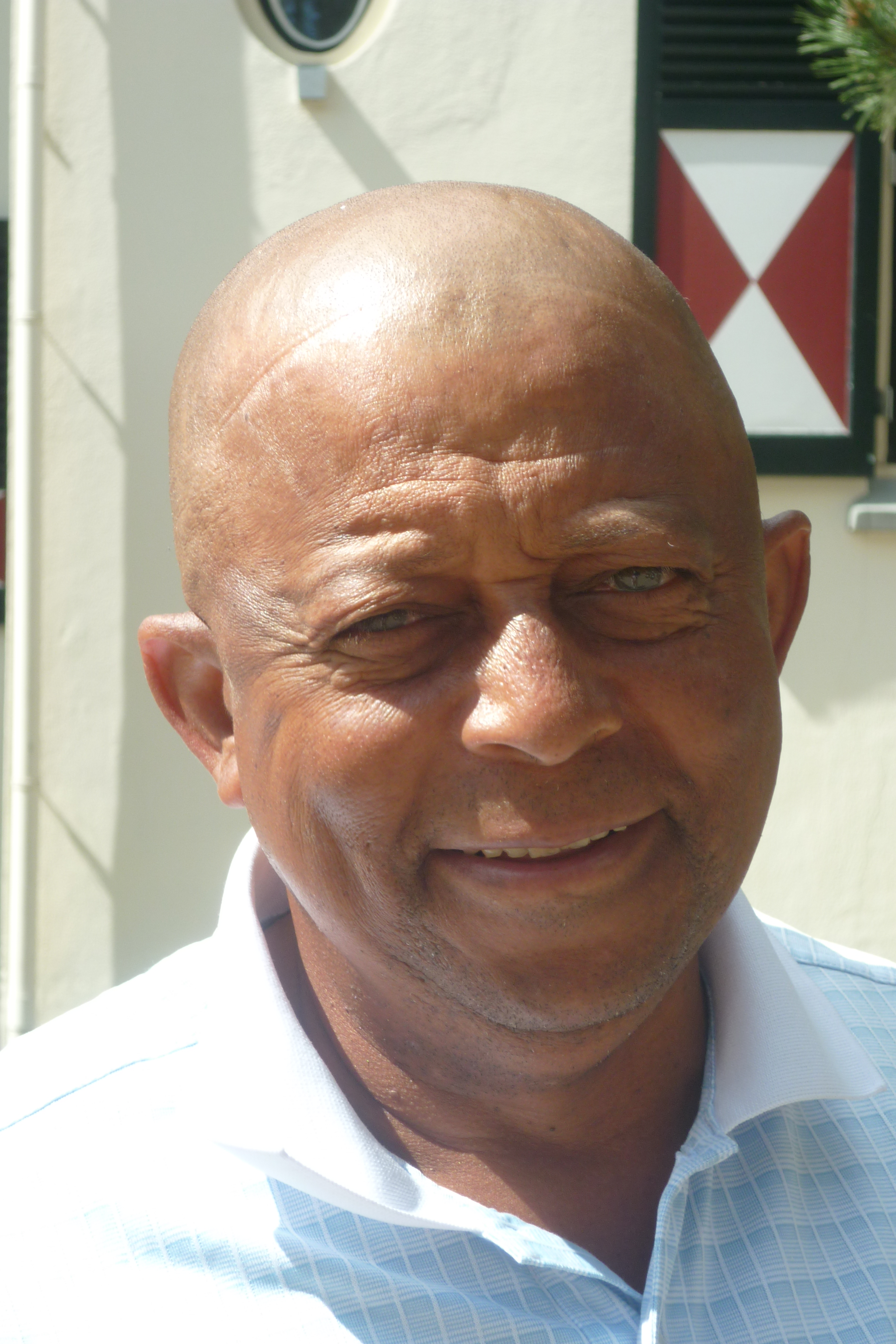
Dutch Senior Open 2010

Jerry Bruner (Greenville, 1 april 1947) is een Amerikaans professioneel golfer.

## Carrière
Bruner werd in 1982 professional. In 1998 kreeg hij via de Tourschool zijn spelerskaart voor de Europese Senior Tour. In 2016 werd Bruner opgenomen in de Amerikaanse National Black Golf Hall of Fame.

## Gewonnen
- 2001: European Seniors Tour Championship
- 2003: De Vere Northumberland Seniors Classic
- 2005: Algarve Seniors Open of Portugal